# Route européenne 94
Pour les articles homonymes, voir E94 et Route 94.
La route européenne 94 (E94) est une route reliant Corinthe à Athènes.